# Arthur Griez von Ronse
Arthur Dillon Griez von Ronse (ur. ?, zm. 17 marca 1921) – szermierz reprezentujący Austrię, uczestnik igrzysk w Sztokholmie w 1912 roku, gdzie w turnieju indywidualnym szpadzistów dotarł do fazy półfinałowej.